# A.J. Soares
Anthony J. Soares (n. Solana Beach, California, EUA, el 28 de noviembre de 1988) es un futbolista estadounidense. Juega de defensa y su equipo actual es el Viking FK de la Tippeligaen de Noruega.

## Trayectoria

### Inicios
Soares asistió a la Escuela Secundaria Torrey Pines en donde fue capitán del equipo en su tercer y cuarto años, y ganó el Division 1 CIF Championship en 2005. También jugó al fútbol en la Universidad de California en Berkeley.
Como cocapitán de los Cal en 2010, Soares fue nombrado al Primer Equipo All American de la National Soccer Coaches Association of America, Jugador del Año de la Pac-10, y jugador del Año de Goal.com. Soares entró a la universidad en California jugando como delantero, pero el entrenador Kevin Grimes lo convirtió a defensor central debido a su tamaño y fuerza. No obstante, logró anotar cinco goles en su última temporada como universitario; en esta temporada estuvo entre los semifinalistas para recibir el Hermann Trophy de 2010.
En 2010 Soares también jugó un partido para el Orange County Blue Star de la USL Premier Development League.

### New England Revolution
Soares fue seleccionado por el New England Revolution como la sexta selección en primera ronda del MLS SuperDraft de 2011.

### Viking FK
El 23 de febrero de 2015, Soares fichó de manera oficial con el Viking de la Tippeligaen noruega luego de pasar diez días de prueba con el club.

## Clubes
| Club                   | País           | Año         |
| ---------------------- | -------------- | ----------- |
| New England Revolution | Estados Unidos | 2011 - 2014 |
| Viking FK              | Noruega        | 2015 -      |

## Vida privada
El padre de Soares es portugués y nació en las islas Azores. También tiene pasaporte italiano.